# Lixiviador
Un lixiviador és un aparell de laboratori emprat per a lixiviar. És un tub, lleugerament cònic, amb una boca de càrrega a la part superior, la més ampla, i una aixeta a la part inferior de sortida del lixiviat. N'hi ha de vidre, de metall, per a líquids volàtils, en calent, etc.